# Auguste Cornu
Auguste Cornu (9 de agosto de 1888 - 6 de maio de 1981) foi um filósofo marxista francês e historiador do marxismo. Autor de uma importante biografia de Karl Marx e da primeira tese de doutorado sobre Marx.

## Vida
Cornu nasceu em 9 de agosto de 1888 em Beaune, França. Adentrou na Seção Francesa da Internacional Operária em 1913, e mais tarde no Partido Comunista Francês.
Em 1934, sua tese doutoral tornou-se a primeira tese acadêmica sobre Marx. 
Participante da Resistência Francesa, mudou-se para a Alemanha Oriental após a Segunda Guerra Mundial.
De 1949 a 1956, Cornu foi professor da Universidade Humboldt de Berlim.

## Obras
- Karl Marx: L’Homme et l’oeuwe. De l’Hégélianisme au matérialisme historique (1818–1845). Paris, 1934.
- Karl Marx und die Entwicklung des modernen Denkens. Berlin, 1950.
- Essai de critique marxiste. Paris [1951].
- Karl Marx: Die ökonomisch-philosophischen Manuskripte. Berlin, 1955.

## References
1. 1 2  'Cornu, Auguste', in Peter France, ed., The New Oxford Companion to Literature in French, 1995.